# Каландрия, Пабло
Пабло Игнасио Каландрия (исп. Pablo Ignacio Calandria; род. 15 марта 1982, Итусайнго) — аргентинский футболист, выступавший на позиции нападающего.

## Биография
Родившийся в Итусайнго, в окрестностях Буэнос-Айреса, Каландрия занимался футболом в клубе «Уракан», за который он дебютировал на профессиональном уровне в возрасте 16 лет. Мог состояться его трансфер в «Ривер Плейт» размер которого составил бы 850 000 $, но в итоге этого не случилось, а Каландрия перешёл в «Олимпик Марсель».
Первые три сезона в Европе для Каландрии были сверхнеудачными, выступая за «Марсель» и на правах аренды за французский «Ланс» и испанскую «Малагу» он забил за это время всего один гол. Летом 2002 года он перешёл в клуб испанской Сегунды «Леганес». В этой лиге Каландрия провёл следующие шесть лет, выступая также за хихонский «Спортинг», «Эркулес» и «Альбасете».
Летом 2008 года Каландрия вернулся на родину, став игроком хухуйской «Химнасии». 9 ноября 2008 года в рамках Апертуры 2008 он всё-таки забил свой первый гол на высшем уровне, сравняв счёт в гостевом поединке с «Сан-Лоренсо». После вылета хухуйцев из Примеры летом 2009 года Каландрия стал игроком «Атлетико Тукумана».
В 2010 году Каландрия подписал контракт с чилийским клубом «Сантьяго Морнинг», за который он стал регулярно забивать. 17 октября 2010 года в домашней встрече с «Ньюбленсе» он оформил хет-трик. 2011 год Калабрия отыграл за «Универсидад Католику», а 2012 год — за «Сантьяго Уондерерс». С начала 2013 года он выступал за «О’Хиггинс».
В 2018 году, по окончании профессиональной карьеры, стал директором чилийского клуба «О’Хиггинс», за который выступал в последние игровые годы.

## Достижения
«Универсидад Католика»
- Обладатель Кубка Чили (1): 2011

 «О’Хиггинс»
- Чемпион Чили (1): Ап. 2013
- Обладатель Суперкубка Чили (1): 2014